# گرابیه (استان اوپوله)
گرابیه (به لهستانی: Grabie) یک منطقهٔ مسکونی در لهستان است که در گمینا ووبنگانه واقع شده‌است.